# 博诺波利斯
博诺波利斯是巴西戈亚斯州的一个市镇。总面积1628.479平方公里，总人口2572人，人口密度1.6人/平方公里。